# История лангобардов Беневента
История лангобардов Беневента (лат. Historia Langobardorum Beneventanorum) — написанное на латинском языке историческое сочинение IX века монаха Монтекассино Эрхемперта. Оно замышлялось автором как продолжение «Истории лангобардов» Павла Диакона. Сохранилось в рукописи начала XIV века. Охватывает период с 774 по 889 годы. Содержит сведения главным образом по истории Южной Италии 774—889 годов и местной беневентской истории.

## Издания
- Erchemperti historia Langobardorum // MGH, SS. Bd. III. Hannover. 1839, p. 240—264[2].

## Переводы на русский язык
- История лангобардов Беневента в переводе А. Волынца на сайте Восточная литература